# Velho Major
Velho Major é uma personagem da obra A Revolução dos Bichos, de George Orwell.

Representa na história os idealistas socialistas. Tem grande semelhança com Karl Marx (filósofo socialista) e Lenin (revolucionário comunista). Foi o primeiro a adotar as ideias que os humanos eram ruins.